# ロシア連邦道路R297
ロシア連邦道路 R297（ロシアれんぽうどうろR297、ロシア語: Федера́льная автомоби́льная доро́га Р297 «Аму́р» 2018年1月1日までロシア連邦道路M58）は、ロシア連邦のチタとハバロフスクを結ぶロシア連邦道路である。ベロゴルスク、ブラゴヴェシチェンスク、スコボロディノ、ビロビジャン市を経由する。総距離は2165km。シベリア横断道路、アジアハイウェイ30号線の一部である。

## 路線状況

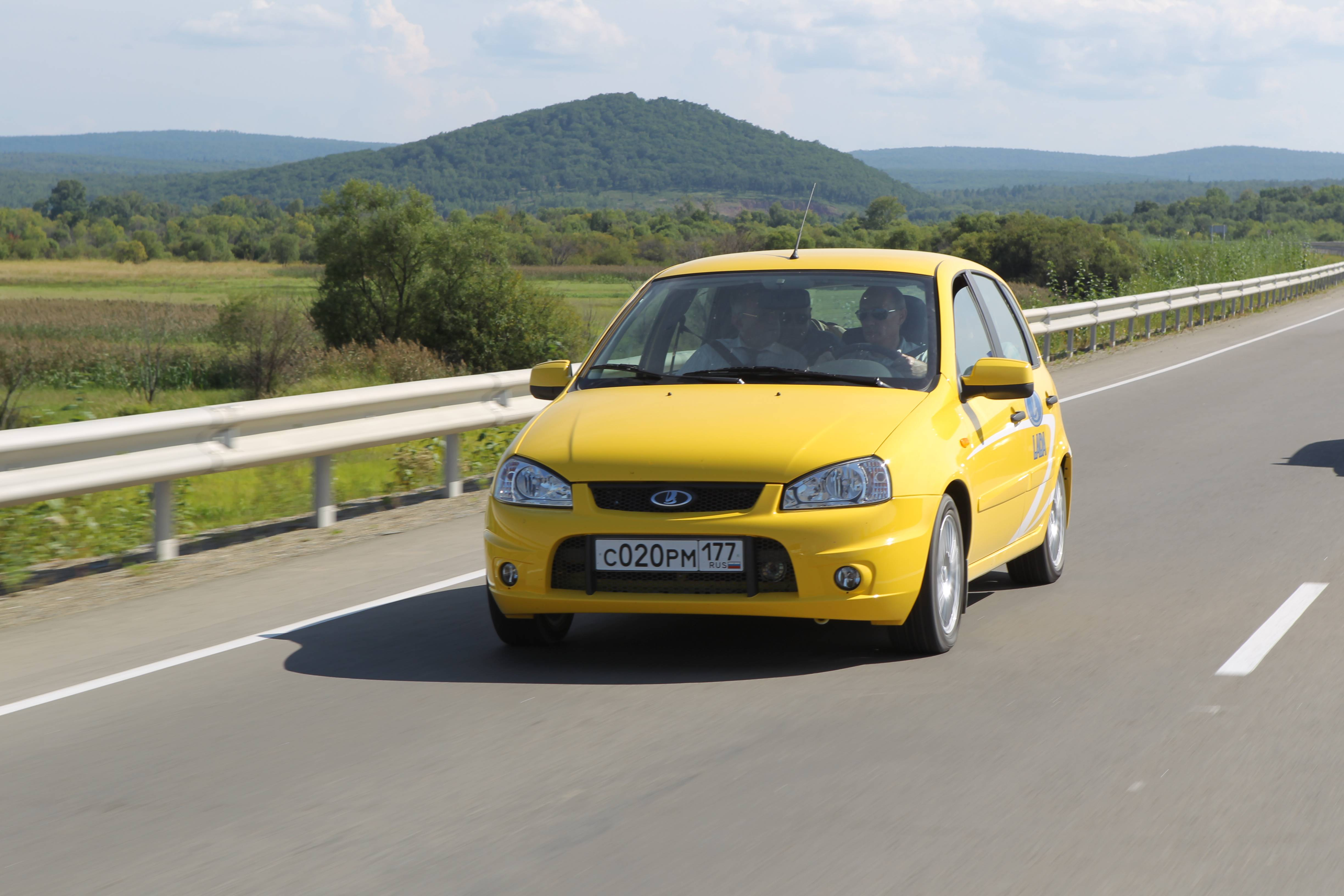
2010年、開通したばかりのアムール幹線道路をラーダ・カリーナで走るロシアのウラジーミル・プーチン首相（当時）

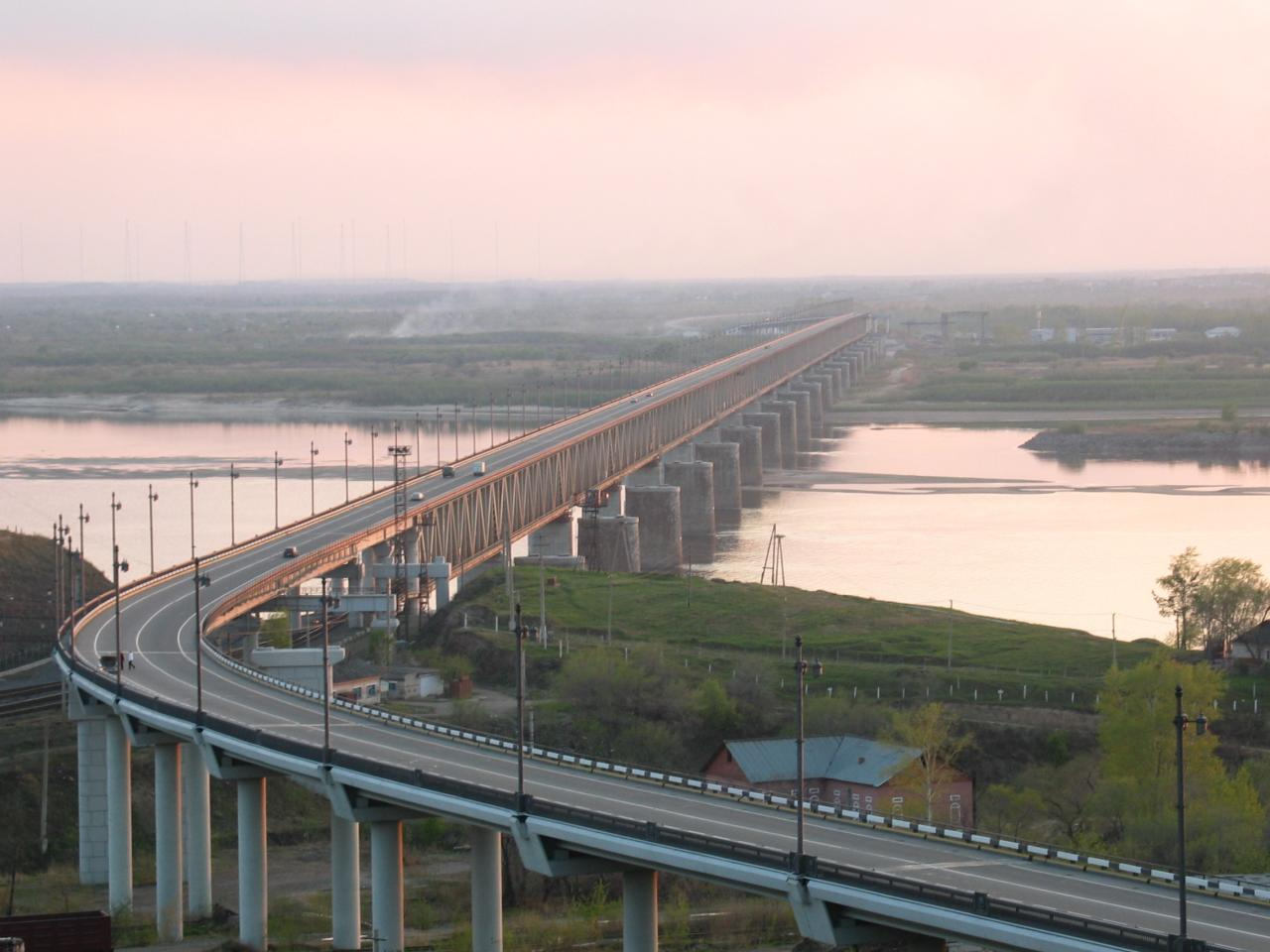
シベリア鉄道とともにアムール川を渡るハバロフスク橋

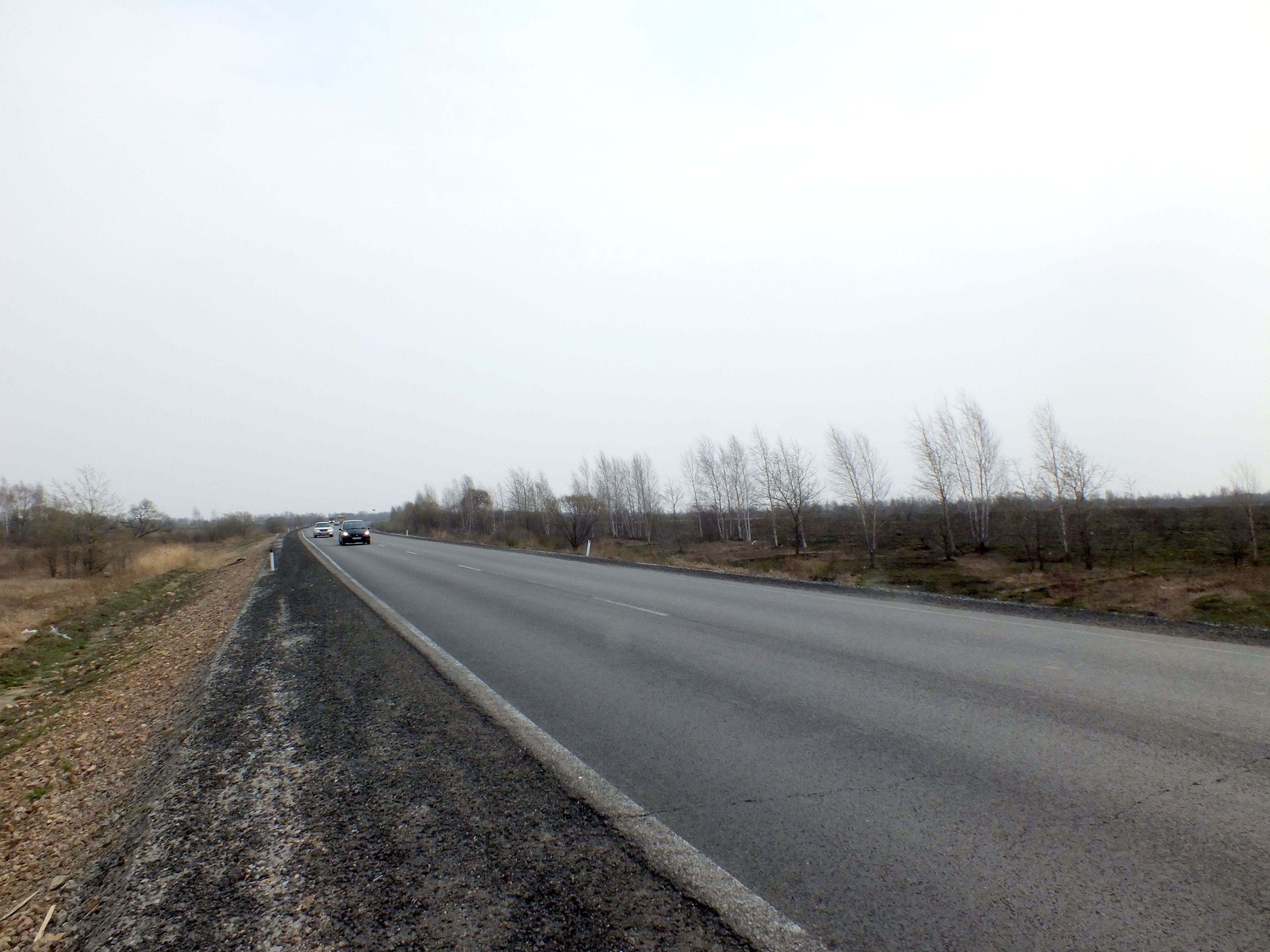
ユダヤ自治州

ほぼ全線二車線でアスファルトで舗装されているが、一部区間で道路のうねりを補正するための短い未舗装区間がある。チタを出るとほぼシベリア鉄道にそって延び、ビロビジャンなどを通ってハバロフスクに至る。シベリア鉄道の建設に伴って建設されたが、第二次世界大戦で極東戦線(対日戦線)のために再構築された。1966年にソ連の閣僚理事会でこの区間の連邦道路の建設が決議され、交通建設省令として発布された。そのさい、旧ルートが中国との国境に近すぎるためルートの変更も同時に決定した。しかし、永久凍土地帯と山岳地帯を含む2165kmもの区間の道路の建設は難しく、1967年にはそのこととこの道路の防衛上の重要性に鑑みて建設は軍に委託された。その後長い時間をかけて建設は続き、ソ連崩壊などもはさみながら2000年に一応の完成をみた。しかしまだ不完全な箇所も多く、連邦道路庁が定めた制限速度100㎞/h、日通行量3000台という目標達成のために改良工事が続いた。そしてようやく2010年に建設は完了した。
この道路途中のスコボロディノから北東へロシア連邦道路A360「レナ」（1,235km、旧称：ロシア連邦道路M56）がレナ川上のヤクーツクまで出ている。そこでレナ川を船で対岸へ渡ると（現在橋はない）、ニジュニー・ベスチャからロシア連邦道路R504「コルイマ」（2,031km、旧称：ロシア連邦道路M56続き）が太平洋岸の マガダンまで続く。（右上の道路図参照）